# Anii 1870

Anii 1870 au fost un deceniu care a început la 1 ianuarie 1870 și s-a încheiat la 31 decembrie 1879.